# Лас Маријас (Лас Маријас, Порторико)
Лас Маријас (шп. Las Marías, Las Marías) село је у општини Лас Маријас у америчкој острвској територији Порторико, острвској држави Кариба.

## Демографија
По попису из 2010. године број становника је 806, што је 182 (-18,4%) становника мање него 2000. године.
| Група             | 2000.       | 2010.       |
| Белци             | 3 (0,3%)    | 3 (0,4%)    |
| Афроамериканци    | 6 (0,6%)    | 25 (3,1%)   |
| Азијати           | 3 (0,3%)    | 0 (0,0%)    |
| Хиспаноамериканци | 982 (99,4%) | 803 (99,6%) |
| Укупно            | 988         | 806         |